# Усть-Хмелевка
Усть-Хме́левка (рос. Усть-Хмелевка) — присілок у складі Кемеровського округу Кемеровської області, Росія.

## Населення
Населення — 295 осіб (2010; 277 у 2002).
Національний склад (станом на 2002 рік):
- росіяни — 85 %